# Santuario di Santa Maria dell'Isola
La chiesa di Santa Maria dell'Isola (sec. VII-VIII) sorge a Tropea, sull'omonimo scoglio.

## Storia

### Origini
Il santuario sorge su uno scoglio di arenaria detto Isola, poiché un tempo completamente circondato dal mare: posizione perfetta per il ritiro contemplativo, tanto che nel Medioevo costituì rifugio per eremiti e monaci bizantini. Per molti anni appartenne ai monaci basiliani e a partire dall'undicesimo secolo vi abitarono i monaci benedettini. Fu proprio Roberto il Guiscardo, il duca normanno, a volere il passaggio dal rito greco a quello latino, intorno al 1060; inoltre la presenza dei benedettini è testimoniata dalla stessa porta di bronzo dell'Abbazia di Montecassino che tra gli altri possedimenti della Badia elenca  Sancta Maria de Tropea cum omnibus pertinentiis suis. La scala che si percorre per raggiungerla viene realizzata intorno al 1810, in seguito ai terremoti del 1783 e del 1905, si conserva ben poco della struttura originaria.. 
Nel corso dei secoli la chiesa subì numerose modifiche: sull'originaria costruzione, un vano quadrato centrale circondato da un deambulatorio voltato, fu innestata una pianta di tipo basilicale a tre navate con volte a botte. Il risultato è un edificio irregolare, con le antiche porzioni in tufo del peribolo che formano una quarta navata, ove sono murati frammenti di lapidi sepolcrali.

### Era moderna
Dopo il terremoto del 1905 che causò il crollo di parte della struttura, il portico già presente venne reso simmetrico, la torre campanaria posta al centro e furono inseriti i pinnacoli terminali decorativi.
Nella nicchia dell'altare della chiesa è conservato il settecentesco gruppo scultoreo della Sacra Famiglia: composto in materiali misti, nel giorno dell'Assunzione della Vergine è protagonista di una processione sul mare a bordo di un peschereccio addobbato a festa che, con uno stuolo di imbarcazioni al seguito, percorre il tratto di mare da Zambrone a Capo Vaticano.

## Leggenda della chiesa di Santa Maria dell'Isola
Anche sulla chiesetta di Santa Maria dell'Isola esiste una leggenda che narra di come la vergine giunse in Città. Al tempo dell'iconoclastia, una statua della Vergine giunse a Tropea proveniente dall'Oriente. Il popolo scese al lido, insieme al vescovo e al sindaco per festeggiare l'arrivo della statua in legno della Madonna. I due capi del paese decisero, di comune accordo, di installare la statua della Madonna all'interno di una nicchia, in una grotta naturale, presente nello scoglio della rupe. La statua, purtroppo, risultava troppo grande rispetto alla grandezza della nicchia. Fu per questo motivo che i capi della comunità convocarono un falegname affinché risolvesse il problema, segando le gambe della Madonna.
Ma il falegname, appena appoggiò la sega sulla statua, rimase paralizzato alle braccia, mentre il sindaco e il vescovo morirono in quell'istante. Nei giorni a seguire la Madonna iniziò a graziare il suo popolo, compiendo atti miracolosi per gli ammalati che venivano condotti, dove venne posata la Madonna. Fino ad alcuni decenni fa, i devoti erano soliti accompagnare i loro cari ammalati nello stesso punto della grotta, nella speranza di una grazia.